# Tour di Claudio Baglioni

Baglioni allo stadio Olimpico di Roma prima del concerto del 6 giugno 1998 per Da me a te.

Riepilogo dei tour del cantautore Claudio Baglioni.
Claudio Baglioni ha rivoluzionato lo spettacolo dal vivo, introducendo innovazioni tecniche, artistiche e concettuali che hanno segnato la storia della musica italiana, stabilendo anche numerosi record.
Nel 1982, con la tournée Alé Oó, è diventato il primo artista italiano a portare una tournée nei grandi stadi, aprendo la strada a un nuovo modo di concepire i concerti. Nel 1985, ha realizzato la tournée Notti di note, il cui concerto finale è stato il primo nella storia ad essere trasmesso in diretta televisiva sulla Rai.
Nel 1986, con la tournée Assolo, ha introdotto un format innovativo, esibendosi completamente da solo negli stadi accompagnato da chitarra elettrica, pianoforte, sequencer e tecnologia MIDI, tecnologia mai testata all'epoca.
L’idea del palco al centro dello stadio inaugurata nel 1991 con il concerto Oltre una bellissima notte e premiata da Billboard come "miglior concerto del mondo", ha raggiunto il suo apice il 6 giugno 1998, quando allo Stadio Olimpico di Roma ha stabilito il record di presenze più alto mai realizzato ad uno stadio con 100.000 spettatori.
Nel 1996, con il Tour Rosso, ha ulteriormente evoluto il concetto di palco al centro eliminando ogni barriera tra pubblico e musicisti, creando un’esperienza ancora più coinvolgente. Nello stesso anno ha introdotto un’altra innovazione con i concerti sui camion con il Tour Giallo, che una volta aperti si trasformavano in palcoscenici mobili, portando la musica direttamente nelle piazze, porti e grandi spazi all'aperto tra la gente.
L'evoluzione dei suoi spettacoli dal vivo è continuata negli anni 2000, con palchi sempre più complessi e scenografici, dimostrando una costante capacità di reinventare la dimensione del concerto e di renderla un’esperienza unica per il pubblico.

## Riepilogo
| Anno                                  | Titolo                                | Album in promozione                   | Album live basati sul tour           | Brani inediti degli album live | Dirette televisive o programmi tv                | DVD dai concerti                                                                  | Luogo                                                                                      |
| ------------------------------------- | ------------------------------------- | ------------------------------------- | ------------------------------------ | ------------------------------ | ------------------------------------------------ | --------------------------------------------------------------------------------- | ------------------------------------------------------------------------------------------ |
| febbraio 1977                         | Con tutto l'amore che posso Tour      |                                       |                                      |                                | Rai 1 (1977)                                     | Con tutto l'amore che posso (2015)                                                | Palatende e teatri                                                                         |
| febbraio-marzo 1979                   | E tu come stai? Tour                  | E tu come stai?                       |                                      |                                |                                                  |                                                                                   | Palasport e teatri                                                                         |
| dicembre 1981                         | Strada facendo Tour                   | Strada facendo                        |                                      |                                | - Rai 3 (1981) - Canale 5 (1981) - Rete 4 (2018) |                                                                                   | Palasport                                                                                  |
| aprile-ottobre 1982                   | Alé-Oó                                | Strada facendo                        | Alé-oó                               | Alé-oó                         | Mixer Music special (1982, 1983)                 | Alé-Oó (2015)                                                                     | Stadi, Arsenale di Venezia e Piazza di Siena                                               |
| giugno-settembre 1985                 | Notti di note                         | La vita è adesso                      |                                      |                                | Diretta tv Rai (1985)                            | Notte di note (2015)                                                              | Stadi                                                                                      |
| maggio-settembre 1986                 | Assolo                                | La vita è adesso                      | Assolo                               | Il sogno è sempre              |                                                  |                                                                                   | Stadi                                                                                      |
| 3 luglio 1991                         | Oltre una bellissima notte            | Oltre                                 |                                      |                                | Diretta tv Rai (1991)                            | Oltre una bellissima notte (1991, 2015)                                           | Stadio Flaminio al centro (unico concerto)                                                 |
| gennaio-maggio 1992                   | Oltre il concerto                     | Oltre                                 | Assieme oltre il concerto            |                                |                                                  |                                                                                   | Palasport al centro                                                                        |
| luglio 1992                           | Assieme sotto un cielo mago           | Oltre                                 | Assieme oltre il concerto            |                                |                                                  |                                                                                   | Stadi al centro                                                                            |
| settembre 1992                        | ancorAssieme                          | Oltre                                 | ancorAssieme                         |                                |                                                  |                                                                                   | Arene e stadi                                                                              |
| settembre 1995                        | Tour Giallo                           | Io sono qui                           |                                      |                                |                                                  |                                                                                   | In giro per le città con un Camion                                                         |
| gennaio-aprile 1996                   | Tour Rosso                            | Io sono qui                           | Attori e Spettatori                  |                                | Canale 5 (1996)                                  | - Baglioni nel rosso (1995) - Tour rosso (2015)                                   | Palasport al centro                                                                        |
| settembre 1996                        | Tour Giallo Elettrico                 | Io sono qui                           | Attori e Spettatori                  |                                |                                                  | Tour giallo elettrico (2015)                                                      | Camion allestito a palco                                                                   |
| giugno-settembre 1998                 | Da me a te - Dalla città allo stadio  | Da me a te                            | A-Live                               | Arrivederci o addio            | Diretta tv Rai (1998)                            | Da me a te (2015)                                                                 | Stadio Olimpico, San Siro, La Favorita e San Paolo al centro                               |
| marzo-giugno 2000                     | Tour Blu. Il Viaggio 2000             | Viaggiatore sulla coda del tempo      |                                      |                                |                                                  | Tour blu - Il viaggio (2015)                                                      | Palasport al centro                                                                        |
| agosto-settembre 2000                 | Sogno di una notte di note            |                                       | Acustico. Sogno di una notte di note |                                |                                                  | Acustico - Sogno di una notte di note (2000, 2015)                                | Anfiteatri                                                                                 |
| maggio-dicembre 2001                  | InCanto tra pianoforte e voce         |                                       | InCanto tra pianoforte e voce        |                                | Sky (2001)                                       | InCanto tra pianoforte e voce (2015)                                              | Teatri                                                                                     |
| giugno-luglio 2003                    | Tutto in un abbraccio                 | Sono io - L'uomo della storia accanto |                                      |                                | Diretta tv Rai (2003)                            | Tutto in un abbraccio (2003, 2015)                                                | Stadi al centro                                                                            |
| novembre 2003 - marzo 2004            | Crescendo e Cercando tour             |                                       | Crescendo e cercando                 | Crescendo e cercando           |                                                  | - Crescendo e Cercando Tour (2004) - Crescendo Tour (2015) - Cercando Tour (2015) | Palasport al centro                                                                        |
| agosto-dicembre 2004                  | Crescendo e Cercando tour             | Auditorium e luoghi insoliti          | Crescendo e cercando                 | Crescendo e cercando           |                                                  | - Crescendo e Cercando Tour (2004) - Crescendo Tour (2015) - Cercando Tour (2015) |                                                                                            |
| ottobre 2006 - aprile 2007            | Tutti qui Tour                        | Tutti qui                             | Buon viaggio della vita              | Buon viaggio della vita        |                                                  | Tutti qui (2007, 2015)                                                            | Palasport al centro                                                                        |
| maggio-agosto 2009                    | Gran Concerto - Q.P.G.A e altri amori | Q.P.G.A.                              |                                      |                                |                                                  | Q.P.G.A. - FilmOpera (2009)                                                       | Arene all'aperto                                                                           |
| marzo-dicembre 2010                   | Un solo mondo - World Tour 2010       |                                       | Per il mondo. World Tour 2010        | Per il mondo                   | Sky (2010)                                       | Per il mondo - World Tour (2010, 2015)                                            | Teatri                                                                                     |
| 2011-2013                             | DieciDita                             |                                       |                                      |                                |                                                  |                                                                                   | Teatri                                                                                     |
| febbraio-marzo 2014                   | ConVoi Tour                           | ConVoi                                |                                      |                                | Radio Italia (2014)                              |                                                                                   | Palasport                                                                                  |
| settembre 2015 e febbraio-aprile 2016 | Capitani coraggiosi - Il tour         | Capitani coraggiosi (singolo)         | Capitani coraggiosi - Il live        | Capitani Coraggiosi            | Diretta tv Rai (2015)                            |                                                                                   | Palasport                                                                                  |
| settembre 2018 - aprile 2019          | Al centro                             |                                       | Da una storia vera                   | Al centro                      | Diretta tv Rai (2018)                            | Al centro - Arena di Verona (2019)                                                | Palasport e Arena di Verona al centro                                                      |
| gennaio - maggio 2022                 | Dodici note Solo                      | In questa storia che è la mia         |                                      |                                | Diretta streaming Radio Italia (2022)            |                                                                                   | Teatri lirici e di tradizione                                                              |
| giugno-luglio 2022                    | Dodici note - Tutti su!               |                                       |                                      |                                | Evento speciale al cinema (2023)                 |                                                                                   | Terme di Caracalla, Teatro Greco di Siracusa, Arena di Verona                              |
| gennaio-marzo 2023                    | Dodici note Solo Bis                  |                                       |                                      |                                |                                                  |                                                                                   | Teatri lirici e di tradizione                                                              |
| settembre 2023 - febbraio 2024        | aTuttoCuore                           | A tutto cuore (singolo)               |                                      | aTuttoCuore                    | Rai1 (2024)                                      |                                                                                   | Foro Italico, Arena di Verona, Velodromo Paolo Borsellino, Arena della Vittoria, Palasport |
| settembre 2024                        | aTuttoCuore Plus Ultra                |                                       |                                      |                                |                                                  |                                                                                   | Arena di Verona                                                                            |
| gennaio-dicembre 2025                 | Piano di volo Solo Tris               |                                       |                                      |                                |                                                  |                                                                                   | Teatri lirici e di tradizione                                                              |
| giugno-settembre 2026                 | GrandTour - La vita è adesso          | La vita è adesso, il sogno è sempre   |                                      |                                |                                                  |                                                                                   | Arene outdoor                                                                              |

## Con tutto l’amore che posso Tour (1977)
Nel primo tour realizzato in Italia da Claudio Baglioni, i concerti erano strutturati in modo molto semplice. Baglioni cantava su un palco accompagnato dalla band con davanti un pubblico che andava tra le mille e le cinquemila persone, il tutto realizzato nelle palatende, appositi luoghi dove venivano realizzate le serate.
Del tour è stata realizzata una registrazione ufficiale pubblicata poi in dvd nel 2015 nella collana Claudio Baglioni Live Story.

## E tu come stai? Tour (1979)
Il tour promuoveva l'album E tu come stai? e veniva realizzato sempre all'interno delle palatende che ospitavano tra le mille e le cinquemila persone. Sul palco erano presenti Claudio e la band, come nel precedente tour. In totale furono realizzate circa trenta date in diverse città d'Italia, tra cui cinque date sold out solo a Roma. All'epoca vennero trasmessi in tv alcuni brani registrati durante i concerti, ma il tour per intero non fu mai registrato né pubblicato.

## Strada facendo Tour (1981)
L'album Strada facendo vendette più di un milione di copie e le richieste per una versione live erano tante, consigliarono così a Baglioni di fare una cosa inusuale a quei tempi, pure per cantanti famosi come lui, cioè suonare nei palasport poiché più grandi e capienti rispetto alle palatende.
Così nel dicembre del 1981, furono realizzate sedici date in giro per i palasport d'Italia. Spesso vicino al palco c'era un'enorme statua tridimensionale illuminata che rappresentava i quattro rettangoli blu, giallo, azzurro e rosso presenti nella copertina di Strada facendo. L'ultimo concerto venne realizzato il 20 dicembre a Napoli. Il tour del 1981 venne registrato e alcune parti trasmesse nel gennaio 1982 su Rai 3 e Canale 5.
Visto il successo ottenuto, all'inizio del 1982, Claudio, i suoi collaboratori e la band progettarono di realizzare qualcosa di ancor più grande per il successivo tour.

### Scaletta
1. 51 Montesacro
2. Signora Lia
3. Io me ne andrei
4. Poster
5. Un pò di più
6. Quanto ti voglio
7. Ancora la pioggia cadrà
8. Ninna nanna nanna ninna
9. Con tutto l'amore che posso
10. Medley: Puoi - Una faccia pulita - Mia libertà - A modo mio - W l'Inghilterra - Chissà se mi pensi - Giorni di neve - Con te - Porta Portese
11. Ragazze dell'Est
12. I vecchi
13. Notti
14. Via
15. Medley: Amore bello - Solo - Sabato pomeriggio - E tu come stai?
16. Strada facendo
17. Buona fortuna
18. Questo piccolo grande amore
19. E tu...

## Alé Oó (1982)

Baglioni in concerto nel 1982

Nel 1982 parte il tour Alé-Oó realizzato negli stadi e negli spazi aperti delle città italiane, aprendo cosi per la prima volta la stagione dei grandi concerti allo stadio. In totale furono realizzate più di quaranta date, degno di nota il concerto all’Arsenale di Venezia, prima e unica volta nella storia aperto per un concerto musicale.
Il tour complessivamente ebbe più di un milione di spettatori e il 24 ottobre del 1982 Baglioni realizzò l’ultimo concerto a Piazza di Siena, a Roma, dove si presentarono più di 180.000 spettatori. Su quest'ultimo concerto si basa il primo album dal vivo, Alé-oó, pubblicato a dicembre 1982. Nello stesso mese, durante una puntata speciale di Mixer dedicata a Claudio Baglioni, vennero trasmessi i concerti di Venezia e Roma registrati durante il tour.
Del tour è stata realizzata una registrazione ufficiale pubblicata poi in dvd nel 2015 nella collana Claudio Baglioni Live Story.

## Notti di note (1985)

Baglioni firma un autografo dopo un concerto del 1985

Nell'estate del 1985, dopo il successo dell’album La vita è adesso, Baglioni inizia il tour nei grandi stadi d'Italia con più di trenta concerti, superando il suo stesso record del tour precedente Alé-Oó, con un numero di spettatori superiore a 1,5 milioni.
Il giorno prima del concerto d'apertura del tour, a Cagliari, Baglioni si presenta alla trasmissione Serata D'Onore dove viene trasmesso per la prima volta il videoclip del brano La vita è adesso. Successivamente si esibisce con il pianoforte suonando e cantando Uomini persi.
Il tour, iniziato a giugno, termina il 20 settembre con il concerto Notte di note allo stadio Flaminio di Roma, primo concerto nella storia della musica italiana trasmesso in diretta dalla Rai, con oltre 95.000 persone presenti allo stadio, e un record di 18 milioni di spettatori a guardare la diretta tv.
Alla fine del tour Baglioni, la band e tutte le persone che vi hanno partecipato e lavorato, si riuniscono all'Hotel Hilton di Roma dove, in collegamento con Fantastico il cantautore canta, sulla terrazza che si affaccia sulla città, il brano Amori in corso con un piano elettrico e accompagnato dalla sua band. 
Alla fine della serata, a chiusura della trasmissione, Baglioni raggiunge lo studio di Fantastico cantando Notte di note, note di notte, accompagnando il brano con chitarra elettrica, piano elettrico e sintetizzatore elettronico, anticipando così una nuova modalità di esecuzione che prenderà forma nel successivo tour.
Del tour è stata realizzata una registrazione ufficiale pubblicata poi in dvd nel 2015 nella collana Claudio Baglioni Live Story.

## Assolo (1986)

Baglioni in concerto nel 1986

Dopo il fortunatissimo Notti di note, Baglioni decide di imbattersi in una nuova impresa, realizzando un tour in giro per gli stadi d'Italia suonando senza band, utilizzando la sua voce accompagnata da: tastiera, chitarra e altri strumenti collegati ad attrezzature MIDI (sequencer). In totale furono realizzate quasi quaranta date tra maggio e settembre del 1986.
Nell'ottobre dello stesso anno, uscì l’album dal vivo Assolo basato sul tour e registrato durante le date di Milano e Verona. Il 17 dicembre 1986, Baglioni si presenta a Fantastico 7 per annunciare l'uscita del disco live e per suonare Il sogno è sempre, brano inedito presente all'interno dell'album registrato da solo con il solo pianoforte in mezzo allo stadio, in assenza di pubblico, alla fine dell'ultimo concerto della tournée.

## Oltre una bellissima notte (1991)
Dopo un’assenza di oltre cinque anni, Claudio Baglioni ritorna, prima con il disco Oltre nel novembre del 1990 e poi nei primi mesi del 1991 con dei concerti a sorpresa nei locali e con il famoso concerto sopra il camion in movimento, in giro per le periferie di Roma.

Claudio Baglioni durante un concerto a sorpresa del 1991

Il 3 luglio 1991 Claudio torna ufficialmente con un concerto, allo stadio Flaminio, ma tutto cambia, il concerto di ritorno presenta per la prima volta nella storia il palco al centro dello stadio e il pubblico intorno a riempire tutti i posti dello stadio, e anche il prato.
Con questa nuova idea dunque Baglioni si trova circondato dal pubblico a tutto tondo. Il fenomenale concerto fu mandato in diretta Rai e nel novembre del 1991 uscì il VHS intitolato Oltre una bellissima notte. Lo stesso anno il concerto venne decretato dalla rivista inglese Billboard come il miglior concerto dell'anno al mondo.
Del concerto unico è stata realizzata una registrazione ufficiale pubblicata nel 1991 in VHS dopo la diretta su Rai1 e poi in dvd nel 2015 nella collana Claudio Baglioni Live Story.

## Assieme - Oltre il concerto (1992)

Baglioni durante il tour Oltre

Successivamente alla formula vincente del concerto realizzato allo stadio Flaminio con il palco al centro, Baglioni realizza nuove tappe, anche stavolta al centro. Il tour è diviso in due parti, la prima prende il nome di Oltre il concerto e dura da gennaio a maggio del 1992 e viene realizzato nei palasport con il palco al centro, la seconda è la continuazione estiva che dura per tutto luglio è prende il nome di Assieme sotto un cielo mago, sempre con il palco al centro sarà però realizzato all’aperto negli stadi. Ad agosto del 1992 esce l’album live che si chiamerà Assieme oltre il concerto, una fusione tra i due nomi del tour per omaggiare entrambi. Il nome Assieme venne scelto in contrapposizione ad Assolo, precedente album dal vivo del cantautore. Nel 2022 viene pubblicata un'edizione speciale dell'album in vinile colorato giallo in occasione del 30º anniversario.

## AncorAssieme (1992)
Prosecuzione della tournée estiva Assieme che Baglioni ripropose anche in autunno con il nome ancorAssieme, questa volta però con il palco frontale negli stadi, arene e anfiteatri a cui fa da sfondo il cielo serale delle più belle zone di villeggiatura italiane, e prosegue da settembre a ottobre 1992. Viene registrato nell’ottobre del 1992 il disco ancorAssieme, pubblicato il 20 novembre dello stesso anno, si distingue dal precedente grazie alla modalità di esecuzione e di arrangiamento dei brani, più folk.

## Tour Giallo (1995)

Baglioni alla Piana di Castelluccio nel 1995 con i fan

Nel settembre del 1995 esce il disco Io sono qui e per promuovere l’album Baglioni decide di realizzare un concerto a sorpresa sopra un camion a Castelluccio di Norcia.
Baglioni e la sua band partirono la notte prima e si posizionarono con l’enorme camion giallo sulla piana iniziando le prove, il mattino si presentarono migliaia di fan che tra annunci di giornali e televisivi erano a conoscenza del concerto da settimane.
Quest’idea continua con altre cinque tappe, tra cui Assisi durante la marcia della pace, Siena e il concerto finale del 30 settembre sul lungomare di Ostia. Alcuni spezzoni delle tappe sono registrati e presenti nella seconda versione del videoclip del brano Io sono qui, oltre che in Reportage Claudio Baglioni Tour giallo.

## Tour Rosso (1996)
Se il nucleo e l’idea del Tour giallo è l’improvvisazione e la semplicità per il secondo tour che continua la scia della trilogia dei colori, non è così. Il Tour Rosso è sinonimo di spettacolarità, di teatro, di magia. Forse anche per questo il colore scelto in questo caso è rosso, il colore delle tende dei teatri, il colore delle passerelle cinematografiche.

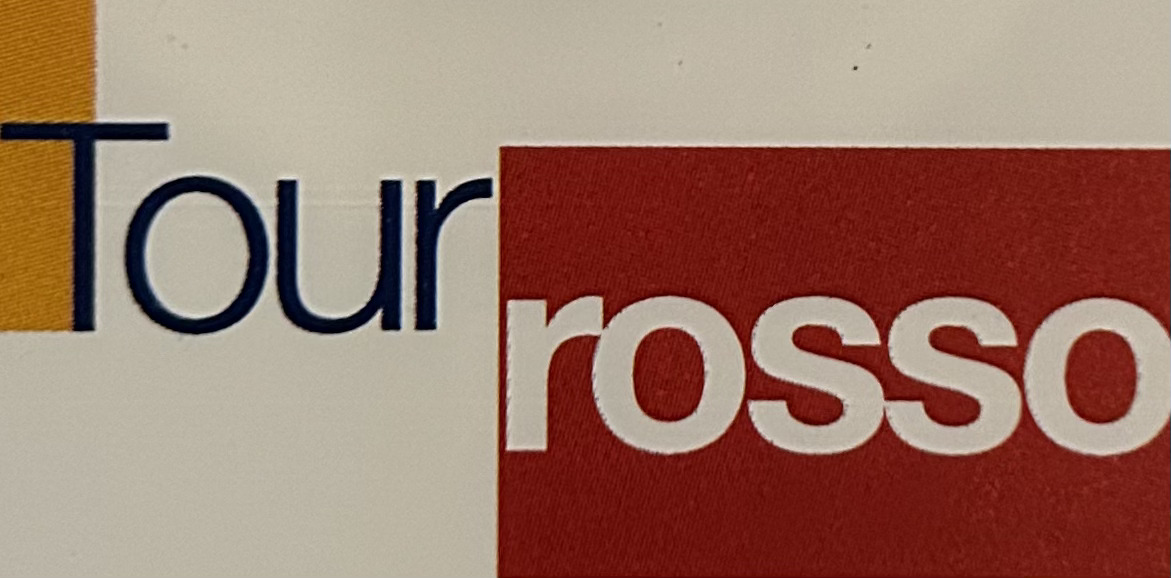
Logo del tour

Questo tour viene realizzato nei palasport al centro, la particolarità è che non esistono barriere tra il pubblico e il concerto, tra gli spettatori e gli attori, e veramente non è nemmeno presente un palco, infatti al mezzo del palasport sono presenti quattro pedane e un pavimento tapis roulant. Queste presenze sceniche, i ballerini, e un Baglioni che corre e salta mentre canta, rendono il concerto un viaggio visivo rendendo quei palasport di modeste dimensioni un mondo infinito che apparentemente si muove e cambia continuamente. Il tour realizzò il record di spettatori e di ripetizioni dei concerti, con 51 repliche venne considerato come il tour infinito, partito a gennaio e finito ad aprile del 1996. Divenne un album dal vivo dal titolo Attori e spettatori e sempre nel 1996 uscì il VHS Baglioni nel rosso che documentava il tour ripubblicata poi in dvd nel 2015 col titolo di Tour rosso nella collana Claudio Baglioni Live Story.

## Tour Giallo Elettrico (1996)

Baglioni nel 96

Nel settembre del 1996 Baglioni riprende l’idea del camion, stavolta però vengono presi due camion grandi e posizionati in luoghi insoliti per i concerti, nella maggior parte dei casi nei porti. Vengono realizzati così quattordici concerti che prendono il nome di Tour Giallo Elettrico, per via dello stile artistico e musicale dei brani e del modo di fare musica. Del tour è stata realizzata una registrazione ufficiale pubblicata poi in dvd nel 2015 nella collana Claudio Baglioni Live Story.

## Da me a te (1998)

Claudio Baglioni al termine del concerto allo stadio Olimpico di Roma, 6 giugno 1998.

Da me a te fu un tour composto da cinque date, una a Palermo, Napoli e Milano e due a Roma (nei rispettivi stadi). Baglioni riuscì a riempire gli stadi come una partita di calcio, con un palco che si estendeva per tutto il campo e che dunque lo vedeva circondato dagli spettatori: il successo fu tale che a San Siro si raggiunsero gli 80 000 spettatori e all'Olimpico di Roma si riuscì a battere il record di spettatori realizzando perfino due concerti consecutivi, riempiendo lo stadio con 100 000 spettatori la prima e la seconda sera, più di quanto non sia mai riuscito a fare una finale di Champions League di cui il primo concerto, quello del 6 giugno 1998 passato alla storia come l'evento musicale dell'anno. I concerti allo stadio olimpico di Roma e allo stadio Meazza di Milano furono trasmessi in diretta su Rai2, poi mandati in differita più volte pubblicata poi in dvd nel 2015 nella collana Claudio Baglioni Live Story.

## Tour Blu (2000)

Baglioni durante il Tour Blu

Nell’inverno del 2000 dopo l’uscita dell’album Viaggiatore sulla coda del tempo Baglioni realizza quello che viene definito Tour blu il progetto più moderno e futuristico della sua carriera, il giro di concerti è caratterizzato da un taglio futuristico come il disco del 1999 con schermi di proiezione e luci laser, i concerti incominciavano con una sorta di ologramma tridimensionale che aveva le sembianze di un viso robotico di nome Claud; un alter ego dell'artista che annunciava di venire dal futuro e tra una canzone e l'altra compariva per raccontare la sua storia affiancata da pensieri e messaggi dal futuro, l'immagine virtuale cita che fin quando la sua musica verrà ascoltata il viaggiatore non sarà partito invano, realizzato nei palasport con la concezione del palco al centro.
In totale furono fatte complessivamente quaranta tappe, di cui le ultime due a Zurigo e a Lugano, in Svizzera. Il tour venne registrato e documentato insieme ai video registrati nei backstage nel VHS Diario di bordo. Tour blu il viaggio 2000, alcune scene poi vennero però usate per il videoclip del brano Chi c'è in ascolto. La registrazione ufficiale fu pubblicata poi in dvd nel 2015 nella collana Claudio Baglioni Live Story.

## Sogno di una notte di note (2000)
Realizzato negli anfiteatri, stavolta però non al centro ma con il classico palco di fronte al pubblico, Baglioni dopo l’esperienza de Il viaggio Tour 2000 ritorna nell’estate dello stesso anno con qualcosa di più classico, realizzando i suoi brani in chiave acustica. Il nome del tour è una citazione dal romanzo “Sogno di una notte di mezza estate” di William Shakespeare (per via dello stile seicentesco e dell’ambientazione del tour negli anfiteatri).
Il tour Acustico complessivamente realizzò quasi trenta tappe tra agosto e settembre riscuotendo un ottimo successo. Successivamente, basato su questo tour, uscì l’album dal vivo Acustico e il VHS Acustico. Sogno di una notte di note pubblicata poi in dvd nel 2015 nella collana Claudio Baglioni Live Story.

## InCanto - tra pianoforte e voce (2001)

Baglioni nel 2001

Tra maggio e dicembre 2001, Baglioni realizza un tour nei teatri dove canta e suona completamente da solo con un assolo di pianoforte, come dice lo stesso sottotitolo.
Il palco era ovviamente frontale, trattandosi di teatri. Lo stesso Baglioni disse che l’idea del tour nacque dopo aver trovato dentro il coperchio di un pianoforte un bigliettino scritto a mano da suo padre, venuto a mancare qualche anno prima. Il cantautore infatti chiede il permesso di dedicare questo suo tour e i suoi concerti proprio al padre.
Il concerto finale al Teatro San Carlo di Napoli fu registrato e poi mandato in differita su Tele+ e fu pubblicato poi in dvd nel 2015 nella collana Claudio Baglioni Live Story; i biglietti di quel concerto furono devoluti in beneficenza per la ricerca contro il cancro, malattia per la quale venne a mancare il padre di Claudio. Fu anche la prima volta nella storia della musica italiana che la musica pop arrivò nei teatri per un totale di 60 date. Dal tour nasce anche il disco live Incanto tra pianoforte e voce inizialmente acquistabile solamente tramite lo store online del cantautore in formato MP3, l'operazione è una trovata di marketing senza precedenti in Italia, è la prima volta che un artista distribuisce un album in un negozio non fisico, anche grazie a questa operazione nel 2001 si aggiudica il premio "Internet Winner" per il maggior numero di contatti al suo sito web nell'ultimo anno, oltre 17 milioni. L'album verrà poi commercializzato in compact disc nel 2002.

## Tutto in un abbraccio (2003)
Claudio Baglioni ritorna nel 2003 con il successo del disco Sono io - l'uomo della storia accanto, realizzando nell'estate dello stesso anno un tour per gli stadi d'Italia con Baglioni di nuovo al centro e con un palco che si estende per tutto il campo prendendo la forma di un ponte che attraversava tutto lo stadio. In totale furono realizzate 7 date ad Ancona, Milano, Padova, Firenze, Roma che fu registrata e ne uscì il dvd Tutto in un abbraccio e infine a Napoli e il tour termina con il grandissimo concerto a Catania, ripubblicato poi in dvd nel 2015 nella collana Claudio Baglioni Live Story.

## Crescendo e Cercando (2004)
Tournée divisa in due parti; la prima, Crescendo, realizzata nei palasport al centro. Anche questa volta il palco è estremamente innovativo e forse uno dei più belli, disegnato dallo stesso Baglioni, si ispirava a un palazzo in costruzione basato su vari livelli divisi in cantina, soggiorno, terrazzo e show caratterizzati da numerose scenografie e comparse come attori di numerosi addetti ai lavori.

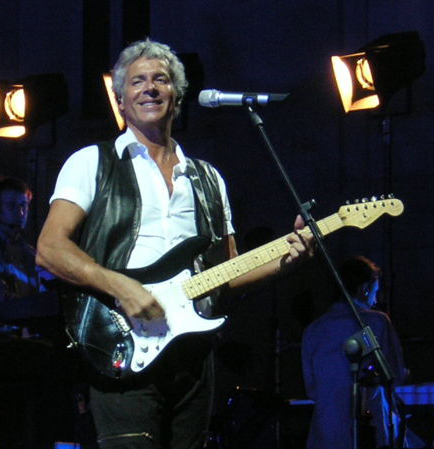
Baglioni in concerto nel 2006

Il secondo atto del tour è denominato Cercando, realizzato nella classica maniera frontale, la particolarità del tour è che la parola “cercando” fu proprio presa alla lettera, infatti i posti in cui si esibisce Baglioni con la band sono luoghi improbabili che hanno portato il cantautore e i collaboratori a una continua ricerca di posti insoliti per suonare, un continuo cercando. Le due parti furono racchiuse nell’album live Crescendo e Cercando e nel dvd Crescendo e Cercando Tour contenente tre dischi con i due rispettivi tour e un disco con contenuti speciali, poi ripubblicati entrambe le parti in dvd nel 2015 nella collana Claudio Baglioni Live Story.

## Tutti qui (2006-2007)
Tour realizzato nei palasport al centro, ebbe talmente tante date che durò due anni (dal 2006 al 2007), promuoveva la raccolta di successo Tutti qui uscita nel 2005. Nel 2007 esce l’album Buon viaggio della vita che ripercorre le più famose canzoni di Baglioni registrate durante le prove, nella tappa zero del tour all’interno di un teatro con 500 persone presenti. Nel 2008 invece esce il box-set DVD Tutto qui Box che in quattro DVD presenta, nei primi due i concerti del lungo tour, nel terzo disco le interviste, i backstage e i racconti della carriera del cantautore, e nell’ultimo disco tutti i suoi videoclip, dal 1985 al 2007. La registrazione ufficiale su ripubblicata in dvd nel 2015 nella collana Claudio Baglioni Live Story.

## Gran Concerto – Q.P.G.A. e altri amori (2009)
Tour estivo, con palco tradizionale, che si snoda per tutta Italia, da maggio ad agosto. Il tour, con 31 date, promuove il disco Q.P.G.A. eseguendo, nel primo tempo del concerto, la tracklist completa prima dell'uscita dell'album come anteprima assoluta. La seconda parte del concerto invece prevede in scaletti gli "altri amori", ovvero le più famose canzoni d'amore di Baglioni. Uscì anche un dvd dal titolo ConcertOpera - Q.P.G.A. nel 2009.

## Un solo mondo - One World Tour (2010)
Tour realizzato nei teatri, nel classico modo frontale, in giro per il mondo, toccando i cinque continenti. La tappa di Londra al Royal Albert Hall fu registrata, mandata in differita su Sky e poi pubblicata in dvd con il titolo Per il mondo - Royal Albert Hall London, su quest'ultimo concerto si basa anche il disco dal vivo Per il mondo. World Tour 2010 con l’aggiunta del singolo inedito Per il mondo che aveva accompagnato, con la sola musica, la fine di ogni concerto. Il dvd fu poi ripubblicato poi in dvd nel 2015 nella collana Claudio Baglioni Live Story. Dopo un anno di tournée per il mondo Baglioni torna a Roma e realizza un concerto gratuito per il Capodanno 2011 ai Fori Imperiali, dal titolo Per Roma, Per il mondo. All'evento accorrono oltre 500.000 persone e la Rai si collega durante alcune esibizioni attraverso una puntata speciale del telegiornale.

## DieciDita (2011-2014)
Dopo Assolo e InCanto. Tra pianoforte e voce Baglioni inizia un nuovo giro di concerti presentandosi nel palco da solo con piano elettrico, tastiera e chitarra, in cui il contatto col pubblico è strettissimo. Baglioni infatti durante le esibizioni con la chitarra gira tra il pubblico spostando quindi totalmente il concetto di palco che non è mai frontale o centrale - come è solito fare lui - ma diventa ovunque per tutto l'auditorium. I concerti sono infatti pochi e unici nel loro genere, realizzando dieci serate nel 2011, dieci serate l'anno successivo nel 2012 durante il periodo natalizio nelle quali presenta il suo album di cover natalizie Un piccolo natale in più, e infine a chiudere la trilogia della tournée l'anno seguente ancora dieci serate nel 2013 dove canta in una versione acustica e inedita le canzoni del disco appena uscito ConVoi dal quale successivamente parte un grande tour.

## ConVoi Tour (2014)
Tour in occasione dell'uscita dell'album di inediti ConVoi, inizialmente previsto per ottobre 2013 e pensato su ruote, come il Tour Giallo e il Tour Giallo Elettrico, con la totale installazione dello spettacolo su un camion a richiamare l'idea della carovana (in inglese convoy) e lo svolgimento dei concerti nelle piazze e negli spazi all'aperto più suggestivi d'Italia. Una laringite di Baglioni pochi giorni prima del concerto di debutto, però, hanno fatto slittare l'intero tour all'inverno dell'anno successivo. Per questo, infine, fu realizzato nei palasport non al centro ma in modo frontale con la scenografia e il palco che si ispiravano a un cantiere. Per la prima volta nella sua carriera Baglioni si affianca un gruppo di vocalist.

## ConVoi ReTour (2014)
Proseguimento del tour precedente, sempre realizzato nei palasport in modo frontale in occasione dell'uscita dell'album di inediti ConVoi. Ancora una volta la scenografia e il palco si ispirano a un cantiere. Il 10 dicembre, durante la tappa potentina, Baglioni dedica Amore bello a Mango, scomparso due giorni prima. Durante l’ultima data, Radio Italia si collega con il palasport di Milano e trasmette alcune parti del concerto in diretta.

## Capitani Coraggiosi (2015)
Progetto di 10 concerti insieme a Gianni Morandi al Centrale Live del Foro Italico di Roma durante il settembre del 2015 dopo l'uscita estiva del singolo omonimo. In scaletta i più grandi successi dei due cantautori. Le ultime due serate furono trasmesse in diretta su Rai1 durante l'evento in prima serata Claudio Baglioni, Gianni Morandi - Capitani Coraggiosi. Dal live venne tratto un album dal vivo, Capitani coraggiosi - Il live, insieme all’omonimo singolo eseguito per la prima volta dal vivo.

## Capitani Coraggiosi - Il tour (2016)

Baglioni durante il tour Capitani Coraggiosi

Tour che segue il progetto al Foro Italico di Roma e realizzato nei palasport, in modo frontale, con Gianni Morandi. Nel tour i due artisti si avvalgono di importanti ledwall con una scenografia proiettata: è la prima volta nella carriera di Baglioni.

## Al centro (2018-2019)

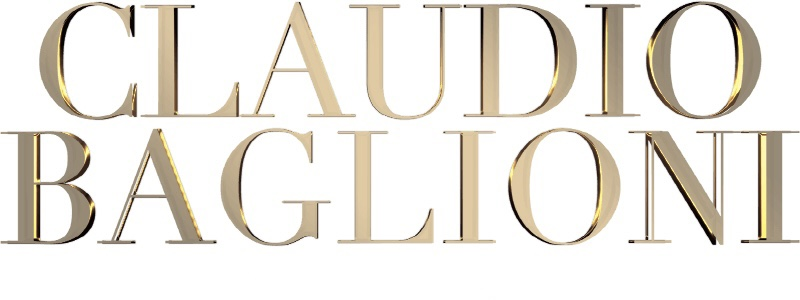
Logo Baglioni del 2018

Per festeggiare i cinquanta anni di carriera, Baglioni ripropone l’idea del palco centrale con tre rivoluzionarie date all'Arena di Verona a settembre 2018, con il pubblico che per la prima volta nella storia riempie a tutto tondo l'anfiteatro ed il palco al centro. Il secondo dei tre concerti fu trasmesso in diretta sulla Rai col titolo Al centro - Una notte di note lunga 50 anni e poi ripetuto in differita più e più volte. Nel 2018 fu rilasciata la raccolta Al centro, e il tour proseguì anche nel 2019 con 50 date nei palasport. Venne infine rilasciato con Mondadori il DVD Al centro - Arena di Verona e nel 2019 con l'uscita della collezione della discografia completa del cantautore in digipak Claudio Baglioni Collezione 50 venne rilasciato in esclusiva il disco dal vivo Da una storia vera. Vince il Best Show 2018 come miglior spettacolo dell'anno.

## Dodici note Solo (2022)
Dopo Assolo, InCanto e DieciDita, Claudio Baglioni torna dal vivo da solo con Dodici Note Solo, un tour di 71 date nei teatri, partito con la prima data al Teatro dell’Opera di Roma il 24 gennaio 2022 e che si concluderà il 22 maggio al Teatro Lirico di Milano, a causa del posticipo di tale concerto per un forte stato influenzale di Baglioni, nonostante il finale fosse previsto al Teatro San Carlo di Napoli il 16 maggio 2022, in occasione del 71º compleanno dell'artista e della diretta radiofonica del concerto su Radio Italia.
Lo spettacolo vede Baglioni, la voce, e tre strumenti: un pianoforte elettrico, una tastiera e un clavinova, che simboleggiano rispettivamente il passato, il presente e il futuro, tempo che Baglioni nel concept di questo spettacolo ripercorre in senso antiorario, come per riavvolgere gli avvenimenti al contrario. Il concerto fa spazio alle composizioni più preziose del suo repertorio, tra cui i brani dell'ultimo album in studio In questa storia che è la mia, eseguite per la prima volta in acustico, protagoniste di un affascinante racconto in musica, suoni e parole, sui palchi di 71 tra i teatri lirici e di tradizione più prestigiosi d'Italia.

## Dodici note - Tutti su! (2022)
Annunciato nel 2019 come Dodici Note, dopo due rinvii a causa della pandemia di COVID-19 cambia titolo e diventa (dopo una prima idea di chiamarlo Dodici Note - Orchestra e Coro e poi Dodici Note Tutti, a contrapporsi con il tour precedente Dodici note Solo) infine Dodici Note - Tutti su! ed è un progetto partito il 3 giugno 2022 alle Terme di Caracalla, al Teatro Greco di Siracusa e all'Arena di Verona. Insieme a 123 elementi sul palco, Claudio Baglioni porterà dal vivo i brani dell'ultimo album in studio In questa storia che è la mia ed i suoi grandi classici in un concerto di pop-rock sinfonico, che spazierà dalle sonorità della grande orchestra classica con coro lirico a quelle di una poderosa big band con voci moderne.
Il concerto, con le riprese effettuate alle Terme di Caracalla, arriva anche al cinema come evento speciale inizialmente previso soltanto per il 15, 16 e 17 maggio 2023 ma grazie al grande successo al box office dei primi giorni la programmazione continua dal 18 maggio in poi. Il film si intitola Tutti su! Buon compleanno Claudio perché viene rilasciato in occasione del 72º compleanno del cantautore.

## Dodici note Solo Bis (2022-2023)
Dopo Assolo, InCanto, Dieci dita e Dodici note Solo, Claudio Baglioni torna dal vivo con 85 date nei teatri partendo da Caserta come data zero e poi in modo ufficiale dal Teatro San Carlo di Napoli per Dodici Note Solo Bis, proseguimento del tour teatrale precedente.
Il tour è stato inaugurato da un mini-concerto pianoforte e voce dal Reward Music Place di Milano in onda il 4 novembre 2022 su Radio Italia TV per la 14ª stagione di Radio Italia Live.
Lo spettacolo vede Baglioni, la voce, e tre strumenti: un pianoforte elettrico, una tastiera e un clavinova, che simboleggiano rispettivamente il passato, il presente e il futuro, tempo che Baglioni nel concept di questo spettacolo ripercorre in senso antiorario, come per riavvolgere gli avvenimenti al contrario. Il concerto fa spazio alle composizioni più preziose del suo repertorio, tra cui i brani dell'ultimo album in studio In questa storia che è la mia, eseguite in acustico, protagoniste di un affascinante racconto in musica, suoni e parole, sui palchi dei teatri lirici e di tradizione più prestigiosi d'Italia.

## aTuttoCuore (2023-2024)

Baglioni nel 2024

aTuttoCuore è il ritorno di Claudio Baglioni, nel settembre 2023, ai live spettacolari con un tour che prevede 21 musicisti ed un nutritissimo gruppo di performers (un’ottantina di persone) con esibizioni che si svolgono anche in verticale con un palco che arriva ad un'altezza di 20 metri. Le date all’aperto toccano il Centrale del Live Foro Italico di Roma, l’Arena di Verona, il  Velodromo Paolo Borsellino di Palermo e l’Arena della Vittoria di Bari. Durante la sua prima partecipazione a Domenica In di maggio 2023, Baglioni annuncia nuove date a partire da gennaio 2024 nei palazzetti. Per la prima volta nella sua carriera, presenta a sorpresa alla prima data (21 settembre 2023) il nuovo singolo inedito A tutto cuore in uscita sulle piattaforme digitali nell’ottobre dello stesso anno. Il concerto, registrato e ripreso al Foro Italico di Roma, è stato poi trasmesso in prima serata su Rai1 il 14 febbraio 2024 con la regia di Duccio Forzano. Durante una conferenza stampa in occasione della data di Milano, Baglioni annuncia che questo è l’ultimo tour nei palasport e rivela la decisione di abbandonare le scene entro il 2026.

### Date
| Data              | Città   | Sede                             |
| ----------------- | ------- | -------------------------------- |
| 21 settembre 2023 | Roma    | Stadio Centrale del Foro Italico |
| 22 settembre 2023 | Roma    | Stadio Centrale del Foro Italico |
| 23 settembre 2023 | Roma    | Stadio Centrale del Foro Italico |
| 28 settembre 2023 | Roma    | Stadio Centrale del Foro Italico |
| 29 settembre 2023 | Roma    | Stadio Centrale del Foro Italico |
| 30 settembre 2023 | Roma    | Stadio Centrale del Foro Italico |
| 5 ottobre 2023    | Verona  | Arena                            |
| 6 ottobre 2023    | Verona  | Arena                            |
| 7 ottobre 2023    | Verona  | Arena                            |
| 8 ottobre 2023    | Verona  | Arena                            |
| 12 ottobre 2023   | Palermo | Veldoromo Paolo Borsellino       |
| 13 ottobre 2023   | Palermo | Veldoromo Paolo Borsellino       |
| 14 ottobre 2023   | Palermo | Veldoromo Paolo Borsellino       |
| 20 ottobre 2023   | Bari    | Arena della Vittoria             |
| 21 ottobre 2023   | Bari    | Arena della Vittoria             |
| 18 gennaio 2024   | Pesaro  | Vitrifrigo Arena                 |
| 20 gennaio 2024   | Milano  | Mediolanum Forum                 |
| 21 gennaio 2024   | Milano  | Mediolanum Forum                 |
| 22 gennaio 2024   | Milano  | Mediolanum Forum                 |
| 25 gennaio 2024   | Torino  | Inalpi Arena                     |
| 26 gennaio 2024   | Torino  | Inalpi Arena                     |
| 27 gennaio 2024   | Torino  | Inalpi Arena                     |
| 29 gennaio 2024   | Padova  | Arena Spettacoli Fiere           |
| 30 gennaio 2024   | Padova  | Arena Spettacoli Fiere           |
| 5 febbraio 2024   | Milano  | Mediolanum Forum                 |
| 6 ottobre 2024    | Milano  | Mediolanum Forum                 |
| 8 ottobre         | Firenze | Nelson Mandela Forum             |
| 9 febbraio 2024   | Firenze | Nelson Mandela Forum             |
| 10 febbraio 2024  | Firenze | Nelson Mandela Forum             |
| 13 febbraio 2024  | Eboli   | PalaSele                         |
| 14 febbraio 2025  | Eboli   | PalaSele                         |
| 15 febbraio 2025  | Eboli   | PalaSele                         |
| 17 febbraio 2024  | Livorno | Modigliani Forum                 |
| 22 febbraio 2025  | Roma    | Palazzo dello Sport              |
| 23 febbraio 2024  | Roma    | Palazzo dello Sport              |
| 24 febbraio 2024  | Roma    | Palazzo dello Sport              |
| 25 febbraio 2024  | Roma    | Palazzo dello Sport              |
| 26 febbraio 2024  | Roma    | Palazzo dello Sport              |
| 27 febbraio 2024  | Roma    | Palazzo dello Sport              |

### Scaletta
1. Le vie dei colori
2. E tu come stai
3. Dagli il via
4. Acqua dalla luna
5. Con tutto l'amore che posso
6. Quante volte
7. Un po' di più
8. Gli anni più belli
9. Domani mai
10. Quanto ti voglio
11. Fammi andar via
12. Niente più
13. E adesso la pubblicità
14. A tutto cuore
15. Mal d'amore
16. W l'Inghilterra
17. Medley: Sono io - Cuore di aliante - Uomo di varie età
18. Ragazze dell'est
19. Uomini persi
20. Noi no
21. Medley: Amori in corso - Un nuovo giorno - Con voi
22. Questo piccolo grande amore
23. Dodici note
24. Io sono qui
25. Medley: Amore bello - Solo - Sabato pomeriggio
26. Porta portese
27. Avrai
28. Io me ne andrei
29. Mille giorni di te e di me
30. Via
31. E tu
32. Strada facendo
33. La vita è adesso

## aTuttoCuore Plus Ultra (2024)
Seguito del tour precedente aTuttoCuore, anche questo prevede 21 musicisti ed un nutritissimo gruppo di performers (un’ottantina di persone) con esibizioni che si svolgono anche in verticale con un palco che arriva ad un'altezza di 20 metri. Annunciata come un "edizione speciale" del progetto, ancora più completa a livello spettacolare grazie ad un palco più largo, pedane aggiunte e mega schermi laterali, è stata la tranche di concerti che ha segnato le ultime volte del cantautore nell'Arena di Verona.

### Date
| Data              | Città  | Sede  |
| ----------------- | ------ | ----- |
| 19 settembre 2024 | Verona | Arena |
| 20 settembre 2024 | Verona | Arena |
| 21 settembre 2024 | Verona | Arena |
| 22 settembre 2024 | Verona | Arena |
| 25 settembre 2024 | Verona | Arena |
| 26 settembre 2024 | Verona | Arena |
| 27 settembre 2024 | Verona | Arena |
| 28 settembre 2024 | Verona | Arena |

### Scaletta
1. Le vie dei colori
2. E tu come stai
3. Dagli il via
4. Acqua dalla luna
5. Con tutto l'amore che posso
6. Quante volte
7. Un po' di più
8. Gli anni più belli
9. Domani mai
10. Quanto ti voglio
11. Fammi andar via
12. Niente più
13. E adesso la pubblicità
14. A tutto cuore
15. Mal d'amore
16. W l'Inghilterra
17. Medley: Sono io - Cuore di aliante - Uomo di varie età
18. Ragazze dell'est
19. Uomini persi
20. Noi no
21. Medley: Amori in corso - Un nuovo giorno - Con voi
22. Questo piccolo grande amore
23. Dodici note
24. Io sono qui
25. Medley: Amore bello - Solo - Sabato pomeriggio
26. Porta portese
27. Avrai
28. Io me ne andrei
29. Mille giorni di te e di me
30. Via
31. E tu
32. Strada facendo
33. La vita è adesso

## Piano di volo Solo Tris (2025)
A discostarsi dal grande show di aTuttoCuore e aTuttoCuore Plus Ultra, il secondo passo del progetto 1000 Giorni è il tour d'addio ai teatri Piano di volo Solo Tris, in cui si esibisce nuovamente da solo, dopo Assolo (1986), InCanto - Tra pianoforte e voce (2001), DieciDita (2011-2012-2013), Dodici Note Solo (2022) e Dodici Note Solo Bis (2023). Il tour sarebbe dovuto partire nel novembre 2024 e vedere Baglioni esibirsi per tre serate in ogni teatro, ma una tendinite ha costretto l’artista a rimandare la partenza di qualche mese. Il calendario è stato quindi modificato e il giro di concerti è partito a gennaio 2025 dal Teatro dell’Opera di Roma. Oltre a chiudere un’ideale trilogia iniziata con Dodici note Solo e proseguita con Dodici note Solo Bis, questo tour vanta due grandi pianoforti sul palco, una tastiera e una chitarra ed è l’ultima volta di Baglioni nei grandi teatri lirici del Bel Paese. Durante tutta la durata del giro, ogni mercoledì Baglioni è ospite al programma The Flight, in collegamento, su RTL 102.5, radio partner ufficiale del tour, per raccontare aneddoti e suggestioni dei concerti: la rubrica, per l'occasione, viene battezzata The Flight - Piano di volo.

### Date
| Data             | Città           | Sede                         |
| ---------------- | --------------- | ---------------------------- |
| 15 gennaio 2025  | Roma            | Teatro dell'Opera            |
| 17 gennaio 2025  | Bergamo         | Teatro Donizetti             |
| 20 gennaio 2025  | Livorno         | Teatro Goldoni               |
| 21 gennaio 2025  | Livorno         | Teatro Goldoni               |
| 24 gennaio 2025  | Montecatini     | Teatro Verdi                 |
| 25 gennaio 2025  | Montecatini     | Teatro Verdi                 |
| 28 gennaio 2025  | Modena          | Teatro Storchi               |
| 29 gennaio 2025  | Ravenna         | Teatro Alighieri             |
| 30 gennaio 2025  | Ravenna         | Teatro Alighieri             |
| 2 febbraio 2025  | Ancona          | Teatro Delle Muse            |
| 3 febbraio 2025  | Ancona          | Teatro Delle Muse            |
| 4 febbraio 2025  | Ancona          | Teatro Delle Muse            |
| 7 febbraio 2025  | Mantova         | Teatro Sociale               |
| 8 febbraio 2025  | Mantova         | Teatro Sociale               |
| 10 febbraio 2025 | Genova          | Teatro Carlo Felice          |
| 11 febbraio 2025 | Genova          | Teatro Carlo Felice          |
| 12 febbraio 2025 | Parma           | Teatro Regio                 |
| 13 febbraio 2025 | Parma           | Teatro Regio                 |
| 14 febbraio 2025 | Parma           | Teatro Regio                 |
| 16 febbraio 2025 | Torino          | Auditorium del Lingotto      |
| 17 febbraio 2025 | Torino          | Auditorium del Lingotto      |
| 18 febbraio 2025 | Torino          | Auditorium del Lingotto      |
| 19 febbraio 2025 | Bergamo         | Teatro Donizetti             |
| 23 febbraio 2025 | Cagliari        | Teatro Lirico                |
| 24 febbraio 2025 | Cagliari        | Teatro Lirico                |
| 25 febbraio 2025 | Cagliari        | Teatro Lirico                |
| 27 febbraio 2025 | Sassari         | Teatro Comunale              |
| 28 febbraio 2025 | Sassari         | Teatro Comunale              |
| 1 marzo 2025     | Sassari         | Teatro Comunale              |
| 6 marzo 2025     | Spoleto         | Teatro Nuovo Menotti         |
| 7 marzo 2025     | Spoleto         | Teatro Nuovo Menotti         |
| 8 marzo 2025     | Spoleto         | Teatro Nuovo Menotti         |
| 9 marzo 2025     | Ascoli          | Teatro Ventidio Basso        |
| 10 marzo 2025    | Ascoli          | Teatro Ventidio Basso        |
| 13 marzo 2025    | Piacenza        | Teatro Municipale            |
| 14 marzo 2025    | Piacenza        | Teatro Municipale            |
| 15 marzo 2025    | Milano          | Teatro degli Arcimboldi      |
| 16 marzo 2025    | Bologna         | Europauditorium              |
| 17 Marzo 2025    | Bologna         | Europauditorium              |
| 19 marzo 2025    | Reggio Emilia   | Teatro Romolo Valli          |
| 20 marzo 2025    | Lugano          | Teatro Lac                   |
| 21 marzo 2025    | Lugano          | Teatro Lac                   |
| 22 marzo 2025    | Lugano          | Teatro Lac                   |
| 24 marzo 2025    | Firenze         | Teatro della Pergola         |
| 26 marzo 2025    | Pisa            | Teatro Verdi                 |
| 27 marzo 2025    | Pisa            | Teatro Verdi                 |
| 28 marzo 2025    | Modena          | Teatro Storchi               |
| 1 aprile 2025    | Novara          | Teatro Coccia                |
| 2 aprile 2025    | Novara          | Teatro Coccia                |
| 4 aprile 2025    | Reggio Emilia   | Teatro Romolo Valli          |
| 5 aprile 2025    | Reggio Emilia   | Teatro Romolo Valli          |
| 6 aprile 2025    | Brescia         | Teatro Grande                |
| 7 aprile 2025    | Brescia         | Teatro Grande                |
| 8 aprile 2025    | Genova          | Teatro Carlo Felice          |
| 9 aprile 2025    | Milano          | Teatro degli Arcimboldi      |
| 10 aprile 2025   | Milano          | Teatro degli Arcimboldi      |
| 12 aprile 2025   | Vercelli        | Teatro Civico                |
| 13 aprile 2025   | Vercelli        | Teatro Civico                |
| 14 aprile 2025   | Bergamo         | Teatro Donizetti             |
| 17 aprile 2025   | Prato           | Teatro Politeama Pratese     |
| 18 aprile 2025   | Prato           | Teatro Politeama Pratese     |
| 19 aprile 2025   | Firenze         | Teatro della Pergola         |
| 22 aprile 2025   | Verona          | Teatro Filarmonico           |
| 23 aprile 2025   | Verona          | Teatro Filarmonico           |
| 24 aprile 2025   | Verona          | Teatro Filarmonico           |
| 25 aprile 2025   | Como            | Teatro Sociale               |
| 26 aprile 2025   | Como            | Teatro Sociale               |
| 27 aprile 2025   | Como            | Teatro Sociale               |
| 29 aprile 2025   | Cesena          | Teatro Bonci                 |
| 30 aprile 2025   | Cesena          | Teatro Bonci                 |
| 2 maggio 2025    | Forlì           | Teatro Fabbri                |
| 3 maggio 2025    | Forlì           | Teatro Fabbri                |
| 4 maggio 2025    | Firenze         | Teatro della Pergola         |
| 10 maggio 2025   | Assisi          | Teatro Lyrick                |
| 11 maggio 2025   | Assisi          | Teatro Lyrick                |
| 12 maggio 2025   | Roma            | Teatro dell'Opera            |
| 27 ottobre 2025  | Roma            | Teatro dell'Opera            |
| 30 ottobre 2025  | Agrigento       | Teatro Pirandello            |
| 31 ottobre 2025  | Agrigento       | Teatro Pirandello            |
| 1 novembre 2025  | Agrigento       | Teatro Pirandello            |
| 3 novembre 2025  | Palermo         | Teatro Massimo               |
| 4 novembre 2025  | Palermo         | Teatro Massimo               |
| 5 novembre 2025  | Palermo         | Teatro Massimo               |
| 6 novembre 2025  | Messina         | Teatro Vittorio Emanuele     |
| 7 novembre 2025  | Messina         | Teatro Vittorio Emanuele     |
| 8 novembre 2025  | Messina         | Teatro Vittorio Emanuele     |
| 10 novembre 2025 | Napoli          | Teatro San Carlo             |
| 11 novembre 2025 | Avellino        | Teatro Carlo Gesualdo        |
| 12 novembre 2025 | Avellino        | Teatro Carlo Gesualdo        |
| 14 novembre 2025 | Avellino        | Teatro Carlo Gesualdo        |
| 15 novembre 2024 | Napoli          | Teatro San Carlo             |
| 16 novembre 2025 | Napoli          | Teatro San Carlo             |
| 18 novembre 2025 | Brindisi        | Teatro Verdi                 |
| 19 novembre 2025 | Brindisi        | Teatro Verdi                 |
| 20 novembre 2025 | Brindisi        | Teatro Verdi                 |
| 22 novembre 2025 | Lecce           | Teatro Politeama Greco       |
| 23 novembre 2025 | Lecce           | Teatro Politeama Greco       |
| 24 novembre 2025 | Lecce           | Teatro Politeama Greco       |
| 26 novembre 2025 | Cosenza         | Teatro Rendano               |
| 27 novembre 2025 | Cosenza         | Teatro Rendano               |
| 28 novembre 2025 | Cosenza         | Teatro Rendano               |
| 30 novembre 2025 | Catanzaro       | Teatro Politeama             |
| 1 dicembre 2025  | Catanzaro       | Teatro Politeama             |
| 2 dicembre 2025  | Catanzaro       | Teatro Politeama             |
| 3 dicembre 2025  | Reggio Calabria | Teatro Cilea                 |
| 4 dicembre 2025  | Reggio Calabria | Teatro Cilea                 |
| 5 dicembre 2025  | Reggio Calabria | Teatro Cilea                 |
| 7 dicembre 2025  | Catania         | Teatro Massimo Bellini       |
| 8 dicembre 2025  | Catania         | Teatro Massimo Bellini       |
| 9 dicembre 2025  | Catania         | Teatro Massimo Bellini       |
| 11 dicembre 2025 | Salerno         | Teatro Verdi                 |
| 12 dicembre 2025 | Salerno         | Teatro Verdi                 |
| 15 dicembre 2025 | San Severo      | Teatro Verdi                 |
| 16 dicembre 2025 | San Severo      | Teatro Verdi                 |
| 18 dicembre 2025 | Taranto         | Teatro Orfeo                 |
| 19 dicembre 2025 | Taranto         | Teatro Orfeo                 |
| 22 dicembre 2025 | Isernia         | Auditorium 19 settembre 1943 |
| 23 dicembre 2025 | Sulmona         | Teatro Maria Caniglia        |
| 28 dicembre 2025 | Bari            | Teatro Petruzzelli           |
| 29 dicembre 2025 | Bari            | Teatro Petruzzelli           |

### Scaletta
1. Uomo di varie età
2. Dieci dita
3. Le vie dei colori
4. Gli anni più belli
5. Notte di note note di notte
6. Acqua nell’acqua
7. Acqua dalla luna
8. Dodici note
9. Amori in corso
10. Con tutto l’amore che posso
11. Un po’ di più
12. Signora delle ore scure
13. Tienimi con te
14. Pioggia blu
15. Domani mai
16. Quei due
17. Fotografie
18. Mal d’amore
19. Mai più come te
20. Quante volte
21. In un’altra vita
22. Strada facendo (chitarra)
23. Medley: Dagli il via - Vivi - Noi no - Un nuovo giorno o un giorno nuovo
24. Medley: Sono io - E adesso la pubblicità - Io me ne andrei - Io sono qui
25. Medley : Solo - E tu - Questo piccolo grande amore - Amore bello - E tu come stai?
26. Avrai
27. Mille giorni di  te e di me
28. La vita è adesso

## GrandTour La vita è adesso (2026)
Per celebrare i 40 anni di La vita è adesso, l'album più venduto di Baglioni, il 6 giugno 2025 esce in formato fisico e digitale un'edizione speciale del disco intitolata La vita è adesso, il sogno è sempre in cui tutti i brani sono risuonati in studio con nuovi arrangiamenti (con un inedito, per la prima volta arrangiato con orchestra e con un testo integrale, Il sogno è sempre): a coronare questa celebrazione viene annunciato GrandTour La vita è adesso, un giro di concerti outdoor da fine giugno 2026 fino a metà settembre 2026 con 40 date nei più suggestivi scenari all’aperto di tutta Italia, anticipato da un evento in anteprima assoluta nell’Isola di Lampedusa nel settembre del 2025. Durante le tappe Baglioni sarà accompagnato dall’intera formazione di 21 musicisti e coristi, con cui ha registrato e ricantato in studio le dieci tracce - che originariamente componevano La vita è adesso - contenute nell'album celebrativo La vita è adesso, il sogno è sempre e sarà la prima volta in cui l'artista interpreterà tutto il disco nella sua interezza.

## Altri concerti

Baglioni durante le prove del concerto di fine millennio

- Tra il 1970 e 1972, prima di fare successo in Italia, Baglioni realizzò dei concerti in Polonia dove riuscì a riscuotere un discreto successo.
- Nel 1975, con i successi di E tu… e Sabato Pomeriggio Baglioni si fa un nome non solo in Italia ma anche nel Sud America dove tenne alcuni concerti intorno all’estate del 1976. A detta del cantautore questo viaggio ispirò alcuni brani del successivo disco Solo. Per vedere il primo vero e proprio tour di Baglioni in Italia bisogna aspettare il 1977 con la tournée Con tutto l’amore che posso.
- Nel 1984 Baglioni realizza uno dei concerti più mitici della sua carriera. Il 15 Maggio del medesimo anno si ritrova a cantare in assolo con il pianoforte e la chitarra al centro dell’Arena di Verona, il concerto fu affrontato dal giovane cantautore completamente da solo nel bel mezzo di un diluvio con 20.000 spettatori a riempire l’Arena. Fu una delle prime volte che un cantante pop si esibì nell’anfiteatro Veronese.[12][13]
- Nel 1987 si presenta al festival Ugola d’Oro a Fontanarosa dove tiene un concerto a scopo benefico cantando alcuni brani del suo repertorio, alla fine gli viene consegnato un riconoscimento dal sindaco.[14]
- L’8 Settembre 1988 è l’unico artista Italiano nella tappa di Torino durante il tour Human Rights Now organizzato dall’organizzazione benefica per i diritti umani Amnesty International con Peter Gabriel, Sting, Bruce Springsteen e altri artisti internazionali.

Baglioni durante un concerto a sorpresa nel 1991

- Nel 1991 dopo l’uscita di Oltre, Baglioni non cantava in pubblico dal 1988, non realizzava un tour da ben cinque anni (1986, Assolo) e non si esibiva in tour con la band da sei anni (1985, Notti di note) così per allenarsi e ritornare in gioco all’inizio del ‘91 con la sua band realizza dei concerti a sorpresa nei locali e ristoranti d’Italia, e il 16 marzo 1991 decide di cantare a sorpresa con la sua band sopra un camion in movimento, che girava le periferie di Roma, inseguito da centinaia di fan in delirio, l’impresa fu nominata Claudio Baglioni e i Nasi di Falco e mandata in differita Rai con il nome di Quando la banda passò. L’idea del camion fu ripresa da Claudio nel 1995 con il Tour Giallo per pubblicizzare l’album Io sono qui.
- Nel 1991 ha presenziato come ospite al Festival di Venezia dove cantò la canzone Fratello sole, sorella luna dell’omonimo film del 1972 di cui ne fu l’interprete, e successivamente presentò uno dei suoi ultimi brani al tempo; Mille giorni di te e di me.
- Nel 1996 partecipa al concerto World Food Day Concert a Roma davanti al Colosseo, un concerto di beneficenza durante la giornata mondiale del cibo per ricordare e sostenere le popolazioni e le persone che muoiono di fame nel mondo.
- Il 30 luglio 1998 è il primo artista al mondo a tenere un concerto sul veliero Amerigo Vespucci.[15][16]
- Nella notte di Capodanno di passaggio del millennio (1999-2000) realizza un grande concerto, l'unico di musica popolare mai avvenuto in piazza San Pietro davanti a oltre 300 000 persone e a papa Giovanni Paolo II.
- L'11 luglio 2005 tiene un concerto a Madrid per il pubblico spagnolo[17] dopo l'uscita della raccolta Todo Baglioni[18] contenente i suoi più grandi successi in spagnolo e a seguito del successo l'anno successivo il disco Siempre aquí dove ricanta per la prima volta in spagnolo brani inediti al pubblico iberico.[19]
- Nel 2006 è ufficialmente il primo artista Italiano e il secondo al mondo a tenere un concerto al Parlamento europeo di Bruxelles.
- Il 31 dicembre 2010 effettua il concerto di Capodanno Per Roma, Per il mondo ai Fori Imperiali di Roma in collegamento Rai.
- Il 27 agosto 2014 si esibisce a Ischia in una inedita versione acustica con atmosfere jazz con Danilo Rea al piano, il Calandra Trio (L.Calogiuri-S.Carrara-F.Di Lenge) e Paolo Fresu alla tromba.[20]
- Nel dicembre del 2016 è stato effettuato un concerto per beneficenza in Vaticano intitolato Avrai.[21]
- Il 31 dicembre 2017 ha luogo a Montecarlo il suo concerto di Capodanno.
- Nel settembre del 2019 realizza un concerto di beneficenza a Lampedusa per l'evento Stella Del Mare.
- Nell'agosto del 2020 effettua uno showcase dal vivo accompagnato dalla Banda della Polizia di Stato per l'evento a Roma Grazie a nome di tutti.
- Sulla scia del sound orchestrale di In questa storia che è la mia e del progetto dal vivo Dodici note, il 30 agosto 2022 terrà il concerto Pace a noi alla 728ª Perdonanza celestiniana a L’Aquila accompagnato dall’orchestra.
- Nel settembre 2022 effettua due concerti alla Reggia di Caserta per il festival Un'estate da Re con orchestra diretta da Goeff Westley in cui verrà eseguito l'intero album Strada Facendo in versione sinfonica.
- Nel maggio del 2024 apre come ospite d'eccezione il gran concerto all'Arena di Verona del gruppo musicale Il volo.
- Il 2 giugno 2024 Claudio Baglioni apre la parata per la Festa della Repubblica Italiana invitato e scelto dal presidente Mattarella come unico rappresentante della musica italiana eseguendo l'inno di Mameli accompagnato dalla banda delle interforze della difesa.